# Harpactea ortegai
Harpactea ortegai este o specie de păianjeni din genul Harpactea, familia Dysderidae, descrisă de Ignacio Ribera și De Mas în anul 2003.
Este endemică în Spania. Conform Catalogue of Life specia Harpactea ortegai nu are subspecii cunoscute.